# Dexiosoma sumatrense
Dexiosoma sumatrense är en tvåvingeart som först beskrevs av Townsend 1926.  Dexiosoma sumatrense ingår i släktet Dexiosoma och familjen parasitflugor. Inga underarter finns listade i Catalogue of Life.